# Развој светског рекорда на 800 метара у дворани за мушкарце
У трци на 800 метара ИААФ је до 31. 1. 2018. године ратификовала 4 светска рекорда у мушкој конкуренцији.

## Рекорди на 800 метара
Рекорди ратификовани од ИААФ-а
| Време   | Атлетичар        | Земља            | Место                           | Датум              | Трајање              |
| ------- | ---------------- | ---------------- | ------------------------------- | ------------------ | -------------------- |
| 2:01,8y | Лоренс Мајерс    | Сједињене Државе | Њујорк, САД                     | 12. децембар 1882. | 12 година и 353 дана |
| 2:01,8y | Ернст Хјертберг  | Шведска          | Њујорк, САД                     | 24. март 1892.     | 12 година и 353 дана |
| 2:00,8y | Габриел Холандер | Сједињене Државе | Бруклин, САД                    | 30. новембар 1895. | 9 година и 117 дана  |
| 2:00,0y | Horace Ramey     | Сједињене Државе | Ен Арбор, САД                   | 27. март 1905.     | 348 дана             |
| 2:00,0y | Харви Кон        | Сједињене Државе | Њујорк, САД                     | 11. новембар 1905. | 348 дана             |
| 1:59,2y | Horace Ramey     | Сједињене Државе | Ен Арбор, САД                   | 10. март 1906.     | 14 дана              |
| 1:58,4y | Horace Ramey     | Сједињене Државе | Ен Арбор, САД                   | 24. март 1906.     | 350 дана             |
| 1:57,8y | Horace Ramey     | Сједињене Државе | Ен Арбор, САД                   | 9. март 1907.      | 2 године и 319 дана  |
| 1:57,0y | Ричард Еган      | Сједињене Државе | Њујорк, САД                     | 22. јануар 1910.   | 2 године и 30 дана   |
| 1:56,4y | Хари Ли          | Сједињене Државе | Њујорк, САД                     | 21. фебруар 1912.  | 11 година и 360 дана |
| 1:54,8  | Скајлер Енк      | Сједињене Државе | Њујорк, САД                     | 16. фебруар 1924.  | 1 година и 5 дана    |
| 1:54,0  | Алан Хелфрич     | Сједињене Државе | Вашингтон, САД                  | 21. фебруар 1925.  | 2 године и 320 дана  |
| 1:53,8y | Лојд Хан         | Сједињене Државе | Бруклин, САД                    | 7. јануар 1928.    | 56 дана              |
| 1:51,4y | Лојд Хан         | Сједињене Државе | Њујорк, САД                     | 3. март 1928.      | 14 година и 22 дана  |
| 1:51,4y | Џон Борикан      | Сједињене Државе | Њујорк, САД                     | 21. фебруар 1942.  | 14 година и 22 дана  |
| 1:50,0+ | Џон Борикан      | Сједињене Државе | Бронкс, САД                     | 25. март 1942.     | 14 година и 321 дан  |
| 1:49,7+ | Арни Совел       | Сједињене Државе | Њујорк, САД                     | 9. фебруар 1957.   | 5 година и 37 дана   |
| 1:49,9y | Питер Снел       | Нови Зеланд      | Токио, Јапан                    | 18. март 1962.     | 1 година и 318 дана  |
| 1:49,5  | Јерг Лавренц     | Западна Немачка  | Западни Берлин, Западна Немачка | 9. март 1963.      | 327 дана             |
| 1:49,5+ | Бил Кротерс      | Канада           | Њујорк, САД                     | 30. јануар 1964.   | 1 година и 12 дана   |
| 1:49,8y | Питер Фарел      | Сједињене Државе | Њујорк, САД                     | 11. фебруар 1965.  | 55 дана              |
| 1:47,4  | Тед Нелсон       | Сједињене Државе | Западни Берлин, Западна Немачка | 4. април 1965.     | 3 године и 335 дана  |
| 1:46,6  | Дитер Фром       | Источна Немачка  | Београд, Југославија            | 8. март 1969.      | 7 година и 353 дана  |
| 1:46,37 | Карло Грипо      | Италија          | Милано, Италија                 | 24. фебруар 1977.  | 3 године и 353 дана  |
| 1:46,0  | Себастијан Коу   | Велика Британија | Cosford, Уједињено Краљевство   | 11. фебруар 1981.  | 2 године и 29 дана   |
| 1:44,91 | Себастијан Коу   | Велика Британија | Cosford, Уједињено Краљевство   | 12. март 1983.     | 5 година и 357 дана  |
| 1:44,84 | Пол Еренг        | Кенија           | Будимпешта, Мађарска            | 4. март 1989.      | 8 година и 3 дана    |
| 1:43,96 | Вилсон Кипкетер  | Данска           | Париз, Француска                | 7. март 1997.      | 2 дана               |
| 1:42,67 | Вилсон Кипкетер  | Данска           | Париз, Француска                | 9. март 1997.      | 28 година и 76 дана  |

y – време постигнуто на 880 јарди и прихваћено као рекорд на 800 метара
+ – време измерено као пролазно време у некој дужој дистанци